# Phở

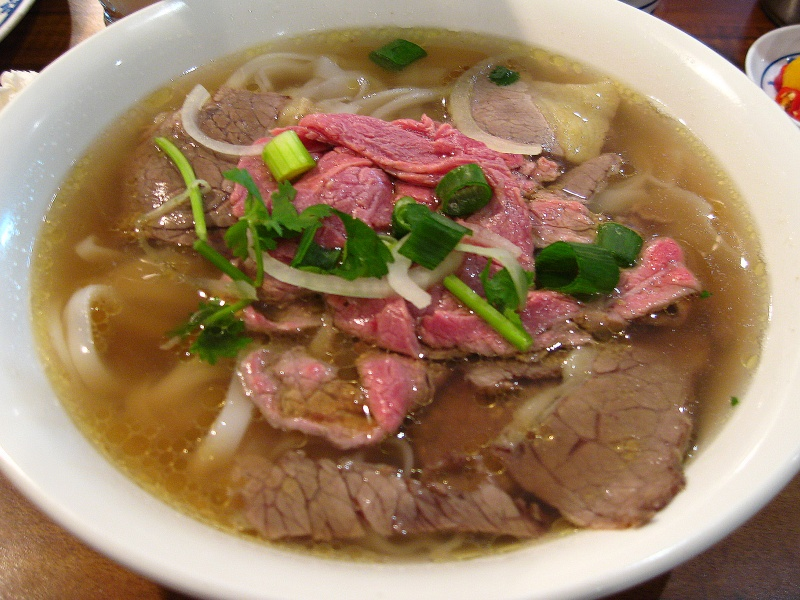
Phở com fatias de carne de bovino crua e peito bovino cozido.

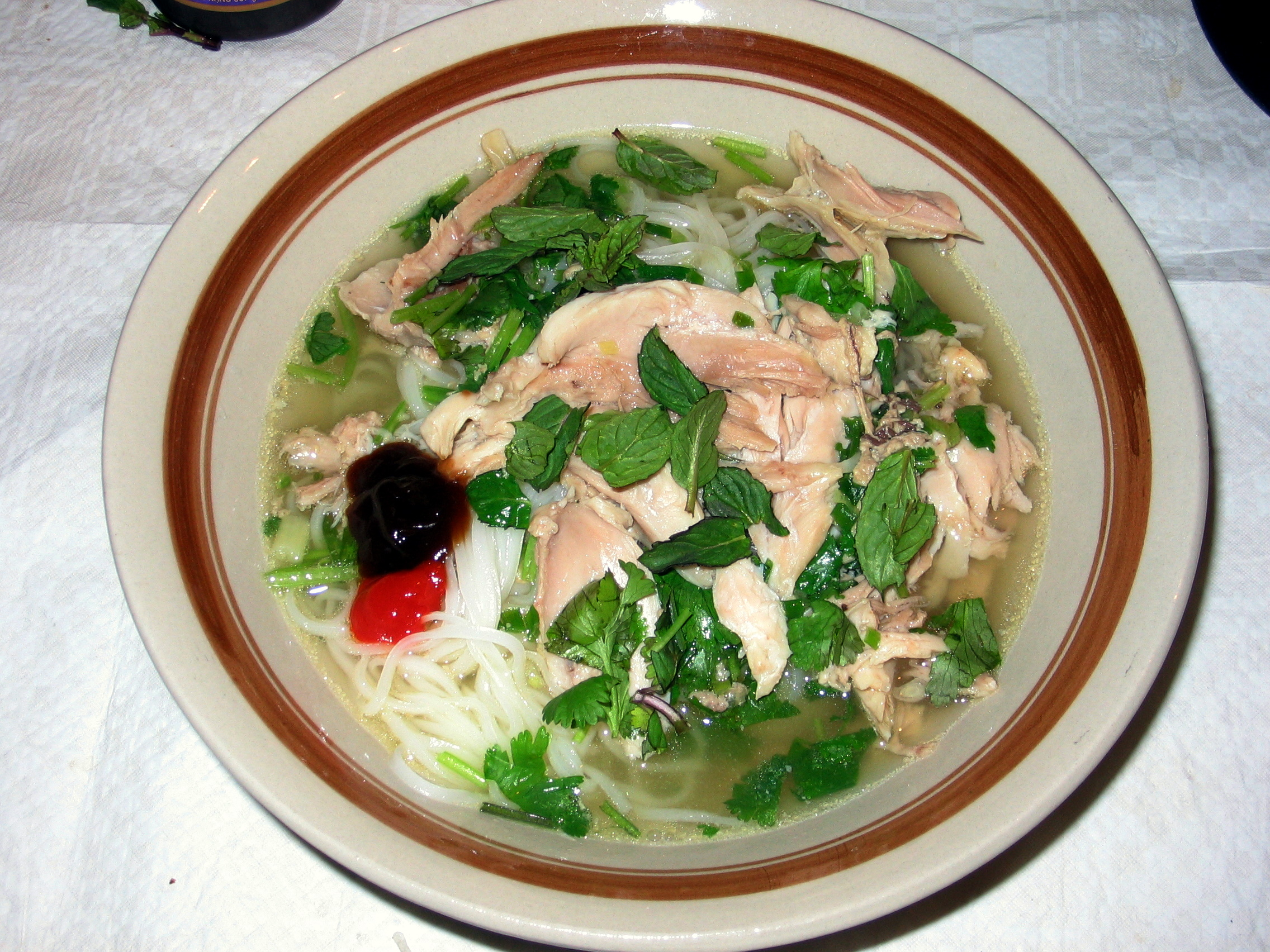
Phở de frango.

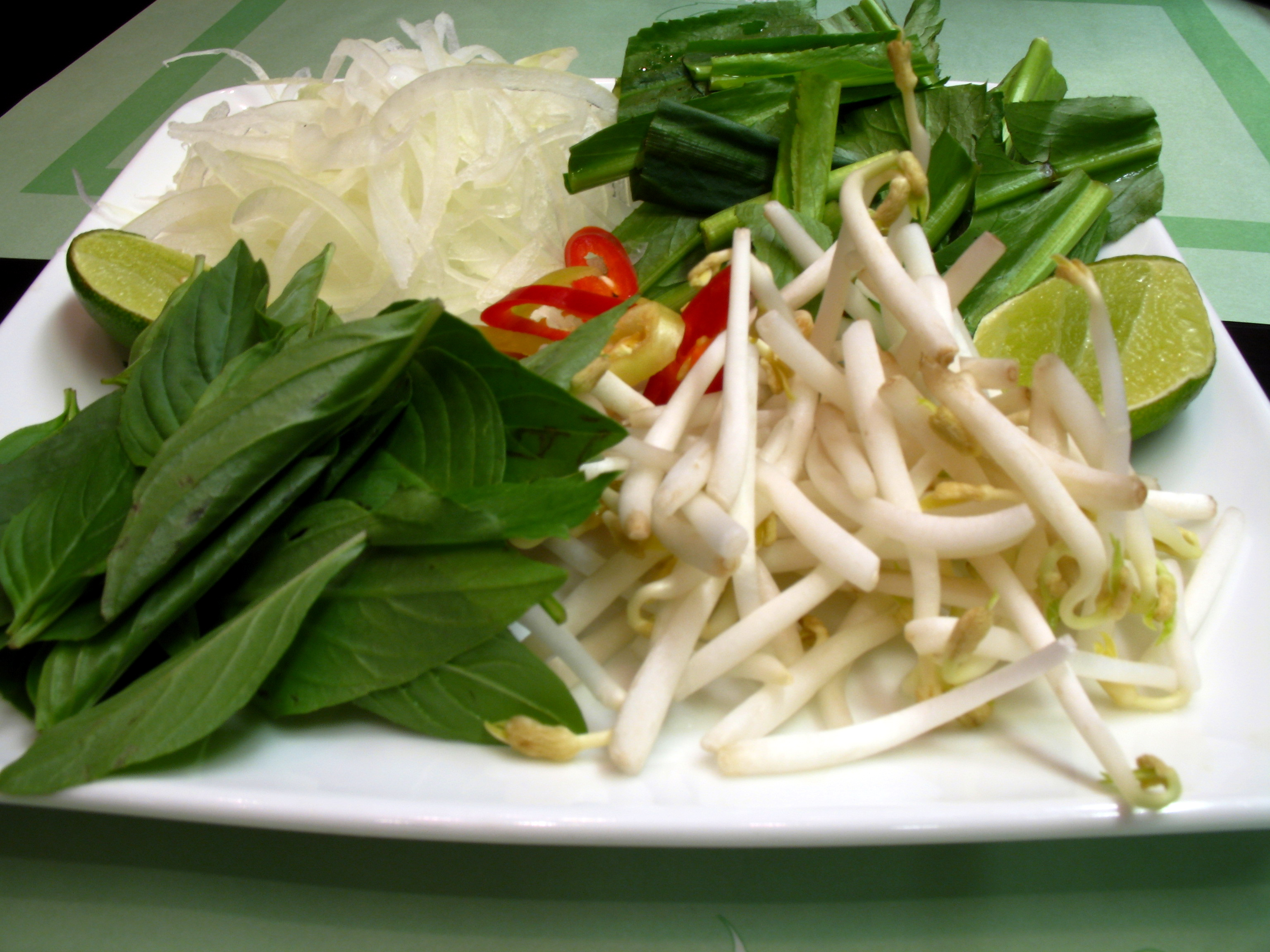
Acompanhamentos do phở.

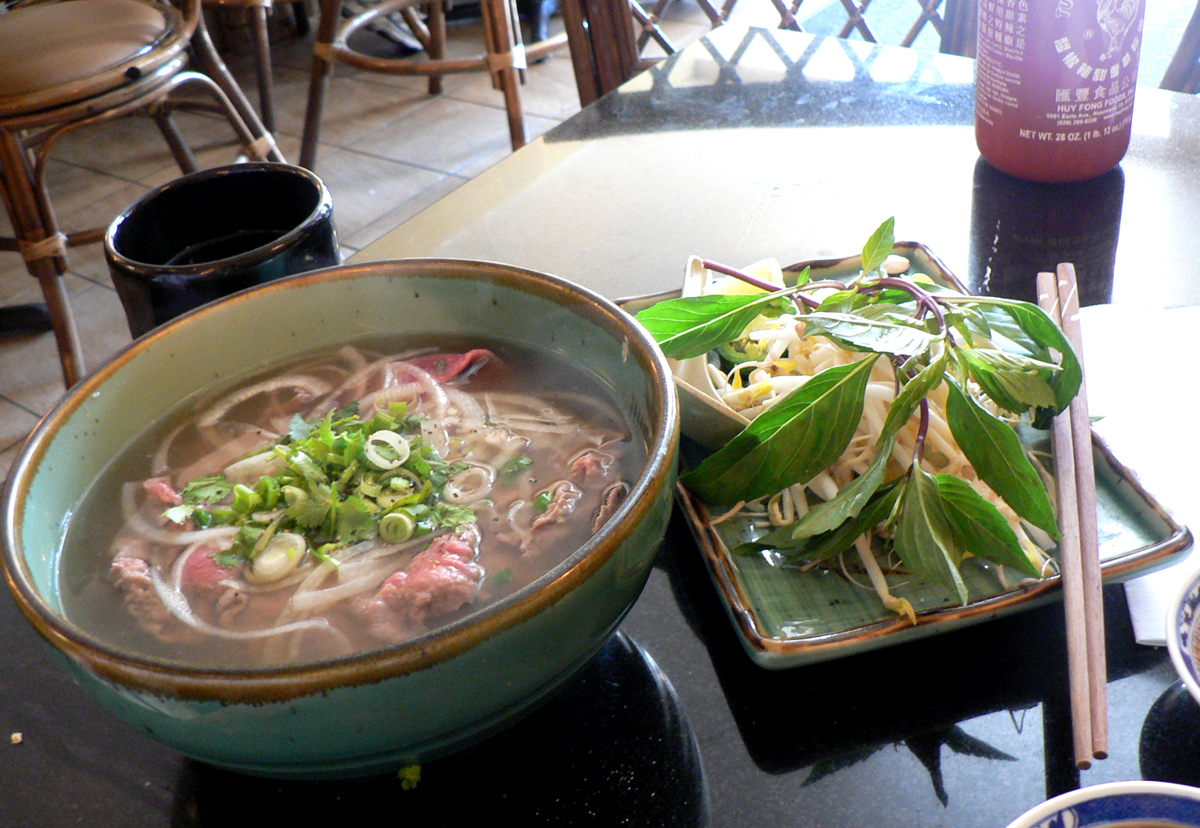
Phở e seus acompanhamentos, em Seattle.

Phở é um prato tradicional da culinária do Vietname. Trata-se de uma sopa de fitas de arroz.

## Ingredientes e preparação
O phở é normalmente servido como uma tigela de sopa de fitas brancas de arroz (ou seja, de massa ou macarrão de arroz), postas num caldo de carne claro e extremamente quente, com pedaços finos e crus de carne de bovino. Também existem variações preparadas com tendões, tripas, almôndegas, coxas de frango, peito de frango, outros órgãos do frango (coração, fígado, língua, etc.) e até mesmo com diferentes tipos de linguiças, as quais tipicamente são fatiadas antes de serem colocadas no caldo. Alternativamente, pode ser um prato confecionado total ou parcialmente vegetariano, feito com caldo de vegetais e verduras e com tofu, em vez de carne. Fundamentalmente, extrema importância e ênfase são conferidas à utilização de ingredientes frescos na preparação deste prato.

### Caldo
O caldo é normalmente obtido através da cozedura de ossos de bovino, rabo de boi, carne, cebola e especiarias, demorando várias horas a preparar. Os temperos incluem canela de Saigão (Cinnamomum loureiroi), anis, gengibre, cravinho e, por vezes, cardamomo escuro.

### Massa
As fitas de massa, conhecidas como bánh phở em língua vietnamita, são tradicionalmente cortadas a partir de folhas largas de massa de arroz fresca, apesar de também poderem ser usadas fitas de arroz secas.

### Guarnições
Este prato é guarnecido com ingredientes como cebolinha-verde, cebolas, folhas de louro, folhas de coentro, manjericão tailandês, limão ou lima e rebentos de feijão. Alguns destes ingredientes são normalmente servidos num prato à parte, o que permite aos consumidores temperar o sabor da sopa ao seu gosto. Por vezes, é servido também com alguns molhos adicionais, como o hoisin (adocicado, de origem chinesa), molhe de peixe e o molho sriracha (picante, de origem tailandesa). Também é, por vezes, usada a erva conhecida como ngò ôm (Limnophila aromatica).
Os apreciadores de phở podem solicitar outras guarnições suplementares, em restaurantes, tais como hành trần (a parte branca das cebolinhas verdes) e hành giấm (cebolas brancas fatiadas com um toque de vinagre). Estes complementos só vêm para a mesa de forem pedidos especificamente, ao contrário das verduras e citrinos anteriormente descritas. O comensal espreme tipicamente algumas gotas de sumo de lima sobre as rodelas de cebola antes de as consumir. O hành trần e o hành giấm, quando consumidos com fatias de carne de bovino, são descritos como cortando a gordura do prato e equilibrando o sabor forte a bovino, que alguns acham excessivo.

## Origens e diferenças regionais
O phở teve origem no norte do Vietname e difundiu-se para as regiões do sul e do centro em meados dos anos 50, após a derrota dos franceses e a divisão do país que se seguiu. É provável que o phở tenha nascido por volta de 1910-1912, no início do século XX. O governo comunista do Vietname do Norte fechou compulsivamente muitos pontos de venda privados de phở na década de 50, abrindo em sua substituição cantinas operadas pelo estado. Os norte-vietnamitas que fugiam do regime comunista rumo ao Vietname do Sul acabaram por introduzir o phở na alimentação dos habitantes do sul. Ao contrário do que aconteceu em Hanói, no Vietname do Norte, os pontos de venda de phở prosperaram no Vietname do Sul, em especial em Saigão.
Existem teorias contraditórias quanto ao aparecimento do phở. Alguns acreditam que tenha tido origem nos métodos franceses de preparação de caldos. Os bois eram animais de trabalho considerados valiosos e raramente eram comidos, antes da chegada dos franceses. Estes, contudo, provavelmente pediram aos seus criados que preparassem pratos de acordo com os seus paladares franceses. Chega-se mesmo a afirmar que o nome phở deriva do prato francês de carne guisada pot-au-feu, onde phở seria a vietnamização da palavra francesa feu. O caldo do pot-au-feu, tal como o do phở, é preparado com o chamado bouquet garni, contendo especiarias tais como cravinho e pimenta preta.
Outra palavra usada para designar o phở, quando o chinês ainda era a língua escrita local, era hà phấn (河粉; Cantonense: ho4 fan2). Os caracteres chineses desta palavra são equivalentes a he fen, em Mandarim, que deriva de Shahe fen (沙河粉), o nome original das fitas de arroz, oriundas da cidade Shahe, na província de Guangdong.
Outros acreditam que a origem do phở se encontra mais provavelmente na China. O Vietname foi dominado pelos chineses durante mais de um milénio, tendo influenciado de forma marcante a cultura vietnamita, incluindo a culinária. Os ingredientes usados no phở, tais como as especiarias e a massa de arroz, também são usados na culinária chinesa.
A chegada de exilados anticomunistas, no período que se seguiu à guerra do Vietname, a diversos países ocidentais, conduziu a que o phở fosse introduzido gradualmente também nesses países, em especial na França e nos Estados Unidos da América. Existem também muitos restaurantes de phở na Austrália e no Canadá, dado que estes países também receberam muitos refugiados e imigrantes vietnamitas. Os imigrantes vietnamitas levaram também o phở para os países do antigo bloco soviético, incluindo a Rússia, a Polónia e a República Checa. Em Portugal, não é comum encontrar este prato, dado o número reduzido de restaurantes de inspiração vietnamita.
Existem diversas variações regionais do phở no Vietname, dividindo-se sobretudo nas do norte (de Hanói, chamadas phở bắc ou "phở do norte"; ou phở Hà Nội), do centro (de Huế) e do sul (Cidade de Ho Chi Minh/Saigão). Uma determinada variação regional do phở pode ser mais doce, enquanto outra pode dar mais destaque a um sabor mais picante. O "phở do norte" usa tendencialmente fitas mais largas e cebolinha-verde. Por outro lado, as versões do sul usam normalmente fitas mais finas, rebentos de feijão e uma maior variedade de ervas.